# Внуков, Константин Васильевич
Константи́н Васи́льевич Вну́ков (род. 9 мая 1951, Коломыя, Ивано-Франковская область, УССР, СССР) — советский и российский дипломат. Чрезвычайный и полномочный посол (2011).

## Биография
1973 год — окончил факультет международной журналистики МГИМО МИД СССР, кандидат исторических наук. Владеет китайским и английским языками.
С 1973 года работал на различных должностях в центральном аппарате МИД СССР и России и в дипломатических представительствах за рубежом.
- В 1974—1985 годах — атташе, третий, затем второй секретарь Посольства СССР в КНР.
- В 1991—1995 годах — советник Посольства Российской Федерации в КНР.
- В 1995—1998 годах — начальник отдела Китая Первого департамента Азии МИД России.
- В 1998—2005 годах — генеральный консул Российской Федерации в CAP Гонконг и Макао КНР.
- В 2003—2005 годах — заместитель директора Первого департамента Азии МИД России
- В 2005—2009 годах — директор Первого департамента Азии Министерства иностранных дел Российской Федерации[1].
- С 27 марта 2007 года — член организационного комитета по подготовке российской экспозиции и обеспечению участия Российской Федерации во Всемирной универсальной выставке «ЭКСПО — 2010», проводимой с 1 мая по 31 октября 2010 г. в г. Шанхае (Китайская Народная Республика)[2].
- С 17 июля 2009 по 26 декабря 2014 года — чрезвычайный и полномочный посол Российской Федерации в Республике Корея[3][4].
- С 26 декабря 2014 по 25 марта 2021 года — чрезвычайный и полномочный посол Российской Федерации во Вьетнаме[5][6].

## Награды
- Медаль ордена «За заслуги перед Отечеством» II степени (25 августа 2008 года) — за большой вклад в подготовку и проведение Года России в Китае и Года Китая в России[7]
- Орден Дружбы (21 ноября 2015 года) — за большой вклад в реализацию внешнеполитического курса Российской Федерации и многолетнюю добросовестную работу[8]
- Почётная грамота Правительства Российской Федерации (18 апреля 2019 года) — за достигнутые трудовые успехи и большой личный вклад в развитие международного сотрудничества[9]
- Благодарность Правительства Российской Федерации (26 декабря 2015 года) — За трудовые успехи и большой личный вклад в развитие международного сотрудничества[10]

## Дипломатический ранг
- Чрезвычайный и полномочный посланник 2 класса (31 января 2001)[11]
- Чрезвычайный и полномочный посланник 1 класса (14 февраля 2006)[12]
- Чрезвычайный и полномочный посол (25 июля 2011)[13]